# Алексіс Вастін
Алексіс Вастін  (фр. Alexis Vastine, 17 листопада 1986 — 9 березня 2015) — французький боксер, олімпійський медаліст. Загинув в авіакатастрофі в Аргентині під час зйомок екстремального реаліті-шоу.
Алексіс — молодший брат Адріані Вастіна, боксера, призера чемпіонату Європи.

## Спортивна кар'єра
Алексіс Вастін був чемпіоном Франції серед юніорів, а потім і серед дорослих.
На чемпіонаті світу 2007 в категорії до 64 кг здобув три перемоги над Ділшодом Махмудовим (Узбекистан), Едвардом Акора (Уганда) та Василем Бєлоусом (Молдова) і програв у чвертьфіналі Бредлі Сондерсу (Англія) — 13-30.
На Олімпійських іграх 2008 завоював бронзову медаль.
- В 1/16 фіналу переміг Егідіюса Каваляускаса (Литва) — 13-2
- В 1/8 фіналу переміг Бредлі Сондерса (Англія) — 11-7
- У чвертьфіналі переміг Уранчимегійн Менх-Ердене (Монголія) — 12-4
- У півфіналі програв Мануелю Фелікс Діас (Домініканська Республіка) — 10-12

На чемпіонаті світу 2009 здобув одну перемогу і програв в другому бою.
На чемпіонаті Європи 2010 в категорії до 69 кг переміг Самвела Матевосяна (Вірменія), Леона Чартой (Швеція), Магомеда Нурудінова (Білорусь) — 12-6, а у фіналі програв Балажу Бачкаї (Угорщина) — 1-12 і отримав срібну медаль.
На чемпіонаті світу 2011 здобув одну перемогу, а в другому бою програв Тарасу Шелестюку (Україна).
На Олімпійських іграх 2012 вибув з боротьби за нагороди у чвертьфіналі.
- В 1/16 фіналу переміг Яннік Мітоумба (Габон) — 16-4
- В 1/8 фіналу переміг Бямбин Тувшінбат (Монголія) — 13-12
- У чвертьфіналі програв Тарасу Шелестюку (Україна) — 18-18(+)

Невдача на Олімпіаді 2012 розчарувала Алексіса, але 2014 року він поновив тренування, маючи на меті виступ на Олімпійських іграх 2016. 9 березня 2015 року Вастін загинув внаслідок падіння вертольоту на знімальному майданчику реаліті-шоу.

### Виступи на Олімпіадах
| Олімпіада   | Дисципліна | Місце |
| ----------- | ---------- | ----- |
| Пекін 2008  | до 64 кг   | 3T    |
| Лондон 2012 | до 69 кг   | 5T    |